# Walerian Borowczyk
Walerian Borowczyk (21 oktober 1923 - 3 februari 2006) was een Poolse filmregisseur. Door filmcritici werd hij beschreven als een "genie die toevallig ook een pornograaf was". Tussen 1946 en 1988 regisseerde hij veertig films. Borowczyk vestigde zich in 1959 in Parijs. Als filmregisseur werkte hij voornamelijk in Frankrijk.

## Biografie
Borowczyk werd geboren in Kwilcz bij Poznań. Hij studeerde schilderkunst aan de Academie voor Schone Kunsten in Krakau en wijdde zich vervolgens aan schilderkunst en lithografie, inclusief het maken van posters voor de bioscoop, wat hem in 1953 een nationale prijs opleverde. Zijn vroege films waren surrealistische animaties, sommige slechts een paar seconden lang, waaronder verschillende komische abecedaria. Zijn meest geprezen vroege films waren Był sobie raz (Time Upon a Once) (1957) en Dom (House) (1958, met Jan Lenica).

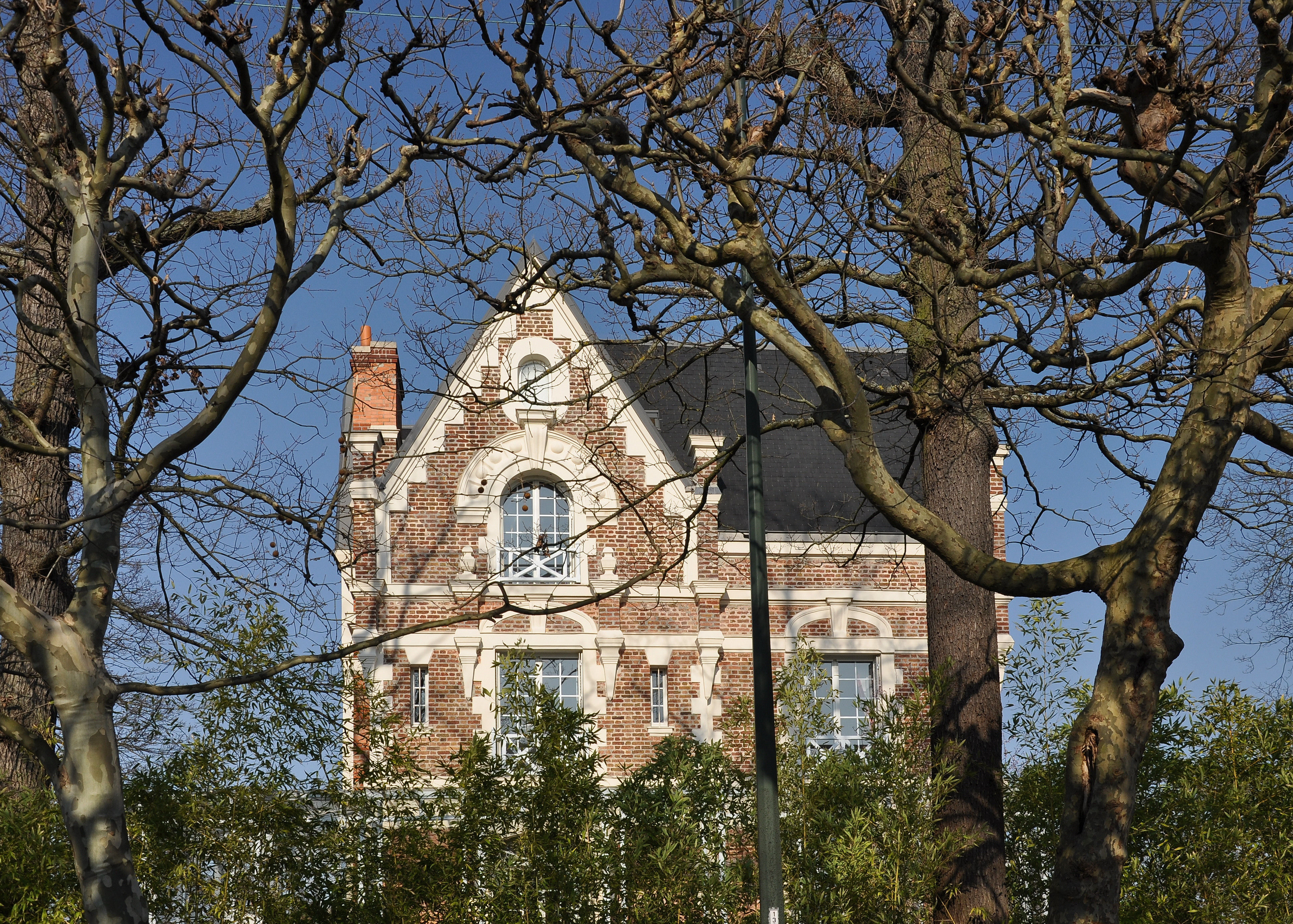
Het huis in Le Vésinet bij Parijs waar de kunstenaar zijn laatste dertig jaar woonde

In 1959 emigreerde Borowczyk naar Frankrijk en vestigde zich in Parijs. Hij werkte samen met Chris Marker voor Les Astronautes. Belangrijke werken uit deze periode zijn onder meer de stop-motionfilm Renaissance (1964). In 1967 regisseerde hij zijn eerste animatiefilm, Théâtre de Monsieur & Madame Kabal: un film dessiné pour les adultes.
Borowczyk begon met live-action speelfilms met Goto, l'île d'amour (1968) en Blanche (1971), beide verhalen over ongeoorloofde liefde die werden gedwarsboomd door jaloerse echtgenoten, en beide met zijn eigen vrouw in de hoofdrol. Ligia Branice. Een van zijn meest gewaardeerde films uit deze periode, Dzieje grzechu (A Story of Sin) (1975), die werd genomineerd voor de Gouden Palm, is een bewerking van een Poolse literaire klassieker van Stefan Żeromski. Net als zijn korte film Rosalie uit 1966 (een bewerking van Guy de Maupassant en winnaar van de Zilveren Beer) gaf Dzieje Grzechu de thema's van verleiding en kindermoord weer. Contes immoraux (1973) en zijn latere werk, waaronder Interno di un convento (1977) (geïnspireerd door Promenades dans Rome van Stendhal) en Cérémonie d'amour (1988) waren controversieel. Door sommigen werden ze geprezen om hun unieke surrealistische visie en door anderen bespot als inhoudsloze pornografie. La Bête, gebaseerd op de roman Lokis van Prosper Mérimée, werd door velen gezien als een achteruitgang in de carrière van de regisseur na Dzieje grzechu, behalve in Frankrijk, waar het werd geprezen door prominente critici als Ado Kyrou. Zijn film Lulu uit 1980 was gebaseerd op het gelijknamige personage gecreëerd door Frank Wedekind.
In 1981 maakte hij Docteur Jekyll et les femmes (Bloed van Dr. Jekyll), een versie van het Jekyll en Hyde-verhaal met Udo Kier en Patrick Magee in de hoofdrol, waarin Jekylls transformatie werd afgebeeld als een gewelddadige rebellie tegen de Victoriaanse moraal. In zijn boek Nightmare Movies uit 1988 beschreef Kim Newman de film als "donker, misantropisch en interessant aanstootgevend". Met zijn korte film Scherzo infernal uit 1984 maakte hij een korte terugkeer naar animatie. In 1987 regisseerde hij Emmanuelle 5, een deel van de Emmanuelle-serie, dat ook werd uitgebracht in een hardcore videoversie. Hij was niet tevreden met het project wegens een geschil over de casting van hoofdrolspeelster Monique Gabrielle. In 1988 en 1990 regisseerde hij vier afleveringen voor de serie Série rose: Les Chefs d'œuvre de la littérature érotique op M6.
Veel van Borowczyks films gebruiken historische settings, waaronder Ars Amandi: l'arte di amare (The Art of Love) (1983), dat zich afspeelt in de tijd van Ovidius (en met de dichter als personage); Blanche, dat zich afspeelt tijdens de middeleeuwen; en drie van de vier afleveringen in Contes immoraux, die zich respectievelijk afspelen in de negentiende eeuw, de zestiende eeuw en het Borgia-pausdom.
Een aantal van zijn films waren gebaseerd op verhalen van André Pieyre de Mandiargues, zoals het "verhaal" La Marée (The Tide) in Contes immoraux, La Marge (The Streetwalker) uit 1976, de aflevering Marceline in Les Héroïnes du mal: Margherita, Marceline, Marie (Immoral Women) (1979), en Cérémonie d'amour. Een minder gebruikelijk product van deze samenwerking was Une collection particulière uit 1973, een weergave van Borowczyks verzameling pornografische items, waarbij Mandiargues het verhaal had geschreven (en gelezen).
Borowczyk schreef twee boeken:Anatomia diabła (Anatomie van de Duivel) (1992) en Moje polskie lata (Mijn Poolse jaren) (2002).
Hij stierf aan hartfalen in Parijs in 2006. Hij was 82 jaar oud.

## Nalatenschap
Het nachtmerrieachtige Jeux des anges uit 1964 werd door Terry Gilliam geselecteerd als een van de tien beste animatiefilms aller tijden. Het is een expressionistische evocatie van de verschrikkingen van de naziconcentratiekampen.
- Biblioteca Nacional de España: XX1302779
- Bibliothèque nationale de France: cb125917230 (data)
- Gemeinsame Normdatei: 123063833
- International Standard Name Identifier: 0000 0001 1436 3054
- Library of Congress Control Number: n81055435
- Nationale Bibliotheek van Tsjechië: xx0169923
- Nationale bibliotheek van Australië: 35199494
- Nationale Bibliotheek van Israël: 987007275520905171
- Nederlandse Thesaurus van Auteursnamen: 142117129
- RKD-Nederlands Instituut voor Kunstgeschiedenis: 226944
- SNAC: w6fb58st
- Système universitaire de documentation: 067007872
- Trove: 861726
- Virtual International Authority File: 129919
- WorldCat: E39PBJh8TwWKj3CbyqqG6g7bVC